# ボイルハイツ
ボイルハイツ（英: Boyle Heights, 西: Paredón Blanco）は、アメリカ合衆国カリフォルニア州のロサンゼルス市にある地区。
市内で最も有名で歴史あるチカーノ／メキシコ系アメリカ人のコミュニティのひとつであり、マリアッチ・プラザのような文化的ランドマークや、毎年開催されるディア・デ・ロス・ムエルトスのお祝いのようなイベントを主催するチカーノ文化の拠点として知られている。
人口は頃99,000（2008年の推定）

## 歴史

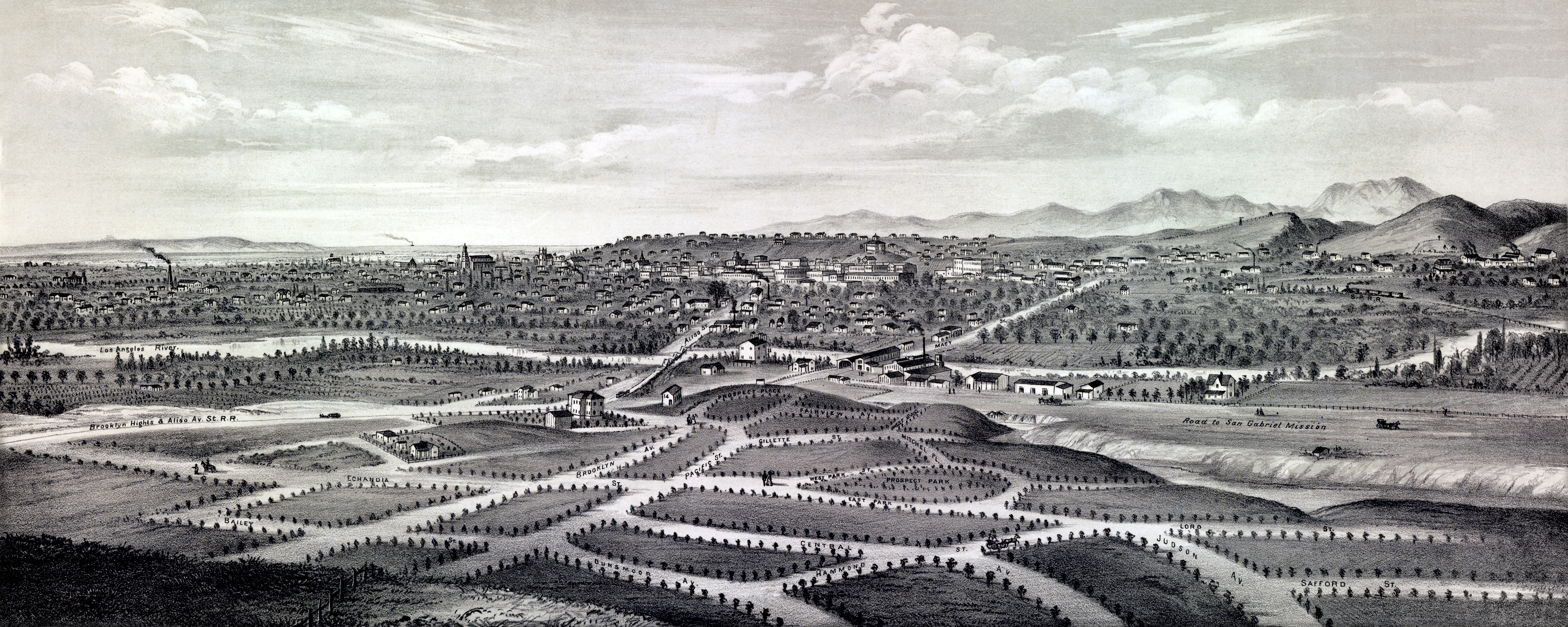
1877 年のボイル高原の計画

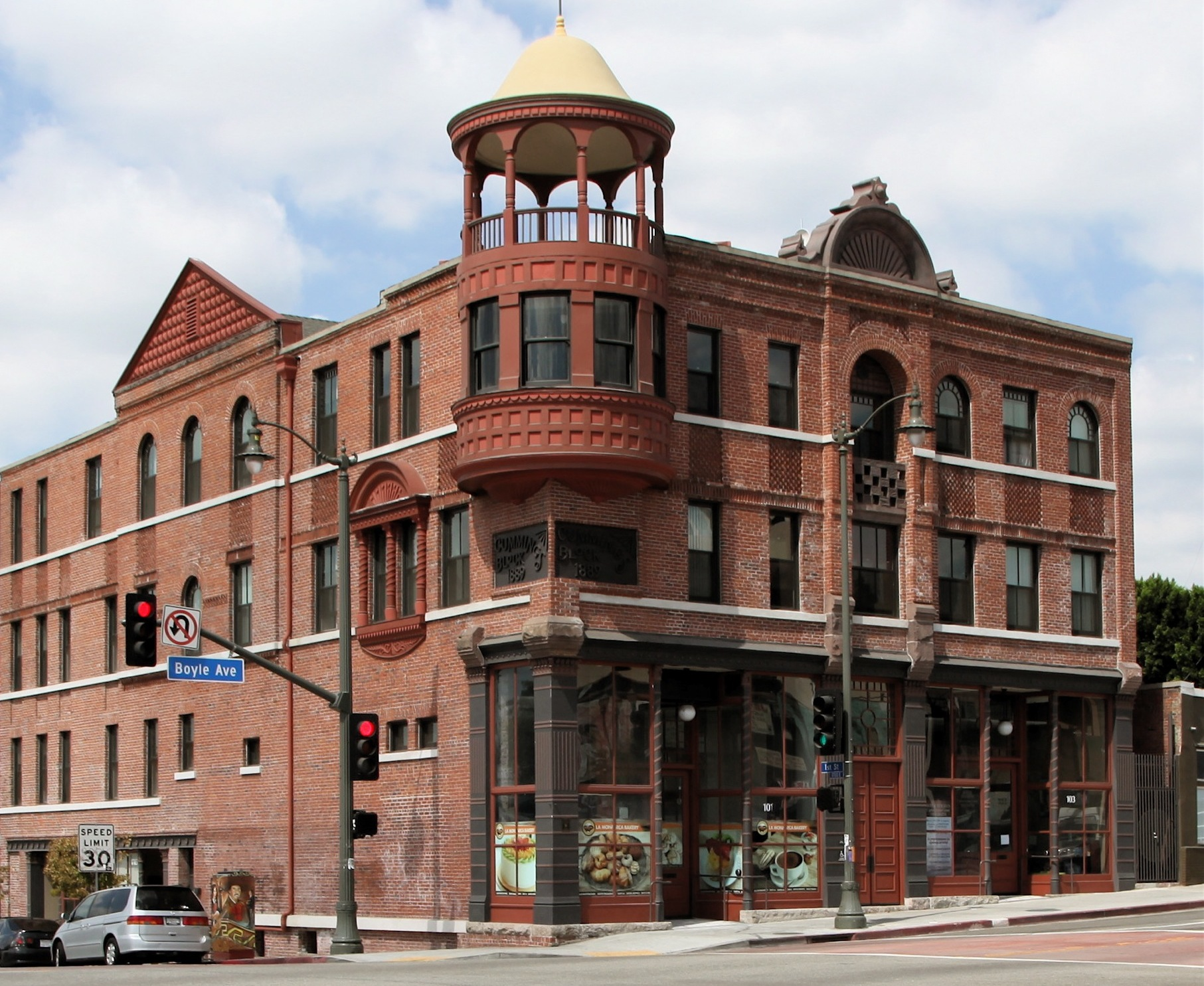
ボイルホテル、1889 年に

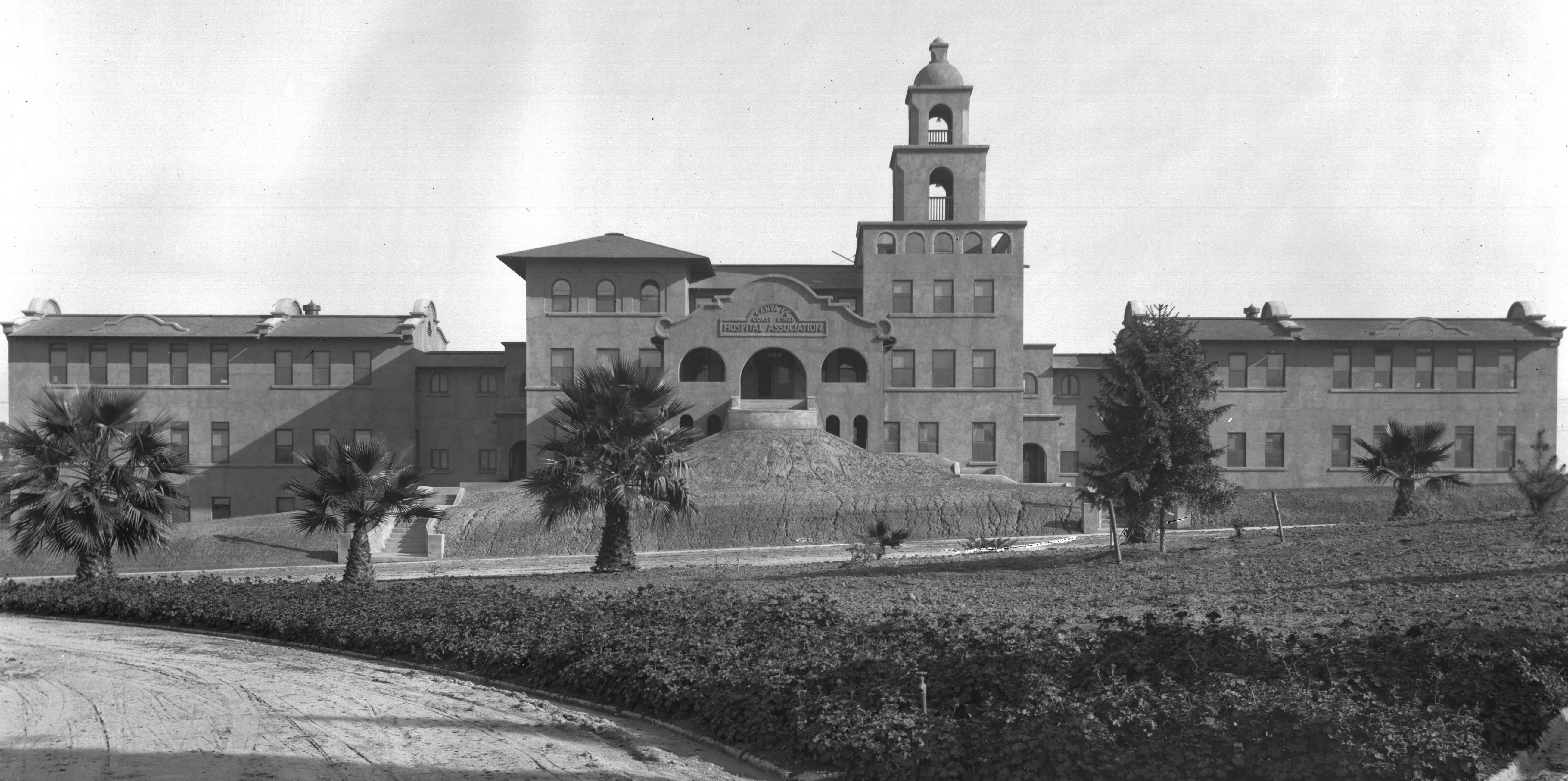
1905 年のサンタフェ病院（後のリンダ ビスタ コミュニティ病院）。

## 教育
- 1位通り小学校
- ブリッジ通り小学校
- ブリード通り小学校
- ロレナ通り小学校
- サンライズ通り小学校
- エバーグリーン通り小学校
- シェリダン通り小学校
- ソト通り小学校
- ユークリッド通り小学校
- ボイルハイツコンティニューエーション高校
- ホレンベック中学校
- エクステラ中学校
- セオドアルーズベルト高校

## モニュメント
- アリーソビレッジ（取り壊された）[4]
- マリアチ・プラザ
- ルーチャ地下神殿